# Шабурова (Пермский край)
Шабурова — деревня в Кудымкарском районе Пермского края. Входит в состав Егвинского сельского поселения. Располагается восточнее от города Кудымкара. Расстояние до районного центра составляет 19 км. 

## История
По данным на 1 июля 1963 года, в деревне проживало 85 человек. Населённый пункт входил в состав Батинского сельсовета.

## Население
По данным Всероссийской переписи населения 2010 года, в деревне проживало 7 человек (3 мужчины и 4 женщины).